# Straßenkategorie
Die Straßenkategorie (oder Straßenklasse) wird im Verkehrswesen die Klassifizierung von Straßen nach bestimmten Merkmalen (Ausbaustandard, Straßenbaulast usw.) bezeichnet.

## Allgemeines
Aus der Stellung im Straßennetz und den verschiedenen Nutzungsansprüchen ergibt sich die Einordnung in Kategoriengruppen. Die Zugehörigkeit einer Straße zu einer der Kategorien kann beispielsweise durch einen Straßennamen und ein einheitliches Straßenschild gekennzeichnet werden, wodurch sich die Straßenkategorien auch optisch voneinander unterscheiden. Die einzelnen Kategorien bilden Hierarchien, bei denen einzelne Kategorien Vorrang vor untergeordneten Kategorien besitzen; die Gesamtheit ist ein Straßensystem.
Es ist üblich, Straßen nach rechtlichen oder funktionalen Kriterien zu kategorisieren. Mit der Motorisierung wurde das Straßen- und Wegenetz zunehmend nach der Bedeutung für den Kraftverkehr eingeteilt.

## Nationale Straßenkategorien

### Deutschland
Rechtsgrundlage für die Klassifizierung der Straßen ist in Deutschland § 5 FStrG, wonach der Bund Straßenbaulastträger für die Bundesfernstraßen ist, jedoch die Gemeindestraßen nicht immer dazu gerechnet werden.
| Straßenkategorie | Zweck            | Straßenname    |
| ---------------- | ---------------- | -------------- |
| Bundesautobahn   | Fernstraße       | ,              |
| Bundesstraße     | Fernstraße       | ,              |
| Landesstraße     | Provinzialstraße | L 1, L 2       |
| Kreisstraße      | Provinzialstraße | K 1, K 2       |
| Gemeindestraße   | Innerortsstraße  | Venloer Straße |

Die Abgrenzung ist nicht immer transparent. So obliegt die Straßenbaulast der Deutzer Brücke der Stadt Köln, während die Rheinbrücke Köln-Rodenkirchen in der Zuständigkeit des Bundes steht, weil über sie eine Autobahn führt.

#### Bundesfernstraßen
Bundesstraßen des Fernverkehrs (Bundesfernstraßen) sind gemäß § 1 Abs. 1 FStrG öffentliche Straßen, die ein zusammenhängendes Verkehrsnetz bilden und einem weiträumigen Verkehr dienen oder zu dienen bestimmt sind. Es wird zwischen Bundesautobahnen und Bundesstraßen mit Ortsdurchfahrten unterschieden. Die Baulast für Bundesfernstraßen liegt (abgesehen von den unter Bundesstraßen genannten Ausnahmen bei Ortsdurchfahrten) beim Bund.

##### Bundesautobahnen
Die Bundesautobahn 7 () ist mit 962 km die längste Autobahn Deutschlands und die zweitlängste in Europa.
Bundesautobahnen sind gemäß § 1 Abs. 3 FStrG Bundesfernstraßen, die nur für den Schnellverkehr mit Kraftfahrzeugen bestimmt und so angelegt sind, dass sie frei von höhengleichen Straßenkreuzungen und für Zu- und Abfahrt mit besonderen Anschlussstellen ausgestattet sind. Sie sollen getrennte Fahrbahnen für den Richtungsverkehr haben.
Bundesautobahnen sind in der Regel auch als Autobahnen im Sinne der Straßenverkehrs-Ordnung ausgeschildert; Ausnahmen gibt es aber beispielsweise bei Strecken, bei denen bisher nur eine Richtungsfahrbahn fertiggestellt werden konnte und die daher temporär wie eine Bundesstraße beschildert wurden. Für solche Strecken gilt dann dennoch die Lkw-Mautpflicht; dies wird durch ein entsprechendes Zeichen gekennzeichnet.

##### Bundesstraßen
Die Bundesstraße 2 () ist mit 845 km die längste Bundesstraße Deutschlands und führt in Nord-Süd-Richtung.
Bundesstraßen können einen ähnlichen Ausbauzustand wie Autobahnen haben, man spricht umgangssprachlich von gelben Autobahnen. Vereinzelt sind solche Straßen mit blauen Schildern als Autobahn ausgeschildert wie die B 13 ()/A 995 ().
Für Ortsdurchfahrten im Zuge von Bundesstraßen (aber nicht Bundesautobahnen) liegt die Straßenbaulast bei der entsprechenden Gemeinde, wenn diese mehr als 80.000 Einwohner hat (§ 5 Abs. 2 FStrG). Mit Zustimmung der obersten Kommunalaufsichtsbehörde kann die Baulast jedoch bei der Gemeinde verbleiben, wenn diese unter eine Einwohnerzahl von 80.000 fällt. Außerdem können Gemeinden mit mehr als 50.000 Einwohnern mit Zustimmung der obersten Kommunalaufsichtsbehörde verlangen, dass ihr die Baulast übertragen wird. Bundesstraßen werden mit einem „B“ und einer Nummer (ggf. mit Zusatz) bezeichnet (z. B. B 2, ).

#### Landesstraßen/Staatsstraßen
Für Landesstraßen – und in den Freistaaten Bayern und Sachsen Staatsstraßen – liegt die Straßenbaulast bei den jeweiligen Bundesländern. Sie bilden innerhalb des Landesgebietes untereinander oder zusammen mit den Bundesfernstraßen ein Verkehrsnetz und dienen überwiegend dem überregionalen Verkehr. Rechtsgrundlage sind landesrechtliche Vorschriften.
Landesstraßen werden mit ‚L‘ und einer Nummer (gegebenenfalls mit Zusatz) bezeichnet (etwa L 262). Staatsstraßen werden in Bayern mit ‚St‘ und einer Nummer (z. B. L St262), in Sachsen mit ‚S‘ und einer Nummer (z. B. L S262) bezeichnet.

#### Kreisstraßen
Für Kreisstraßen liegt die Straßenbaulast bei dem jeweiligen Landkreis. Sie dienen überwiegend dem Verkehr innerhalb eines Landkreises oder zwischen benachbarten Landkreisen. Rechtsgrundlage sind landesrechtliche Vorschriften.
Kreisstraßen werden in vielen Ländern mit ‚K‘ und einer Nummer bezeichnet (K 6012), in einigen Bundesländern mit dem entsprechenden Kfz-Kennzeichen (gegebenenfalls gefolgt von ‚s‘ für (kreisfreie) Stadt) und einer Nummer bezeichnet (z. B. K M123, K EBE1).

#### Gemeindestraßen
Für Gemeindestraßen liegt die Straßenbaulast bei der jeweiligen Stadt oder Gemeinde. Sie dienen als Innerortsstraßen überwiegend dem Verkehr innerhalb einer Gemeinde (Ortsstraßen) oder zwischen benachbarten Gemeinden (Gemeindeverbindungsstraßen). Rechtsgrundlage sind landesrechtliche Vorschriften.

#### Sonstige öffentliche Straßen
Zu den sonstigen öffentlichen Straßen zählen Feld- und Waldwege, beschränkt-öffentliche Wege, die einem beschränkten öffentlichen Verkehr dienen, sowie Eigentümerwege, die von den Grundstückseigentümern einem beschränkten oder unbeschränkten öffentlichen Verkehr zur Verfügung gestellt werden. Aus diesen Bezeichnungen ergibt sich auch unmittelbar die Zuständigkeit als Träger der Straßenbaulast für den Straßenbau und die Instandhaltung.

#### Weitere Bezeichnungen
Für Stadtkern, Kernrandgebiete und Wohngebiete kann allgemein für den Kfz-Verkehr von folgenden Kategorien ausgegangen werden.:
- Hauptverkehrsstraßen sollen möglichst anbaufrei sein;
- Hauptsammelstraßen erlauben Linienverkehr mit dichter Taktfolge und die Bewältigung großer Verkehrsstärken;
- Sammelstraßen in Wohngebieten weisen keinen oder geringen Schwerlastverkehr auf. Sie erschließen die
- Anliegerstraßen, die dem unmittelbaren Anschluss der Grundstücke und Gebäude ohne Durchgangsverkehr dienen.

Die straßenrechtliche Kategorisierung ergibt sich bei öffentlichen Straßen aus der Straßenbaulast, die mit der Widmung zugewiesen wird. Die Widmung orientiert sich an der Verkehrsbedeutung der Straße.
In der funktionellen Gliederung des Straßennetzes sind verschiedene Eigenschaften, wie etwa Funktion (Verbindung, Erschließung oder Aufenthalt) der Straße sowie deren Lage (innerorts oder außerorts) und Umfeld (angebaut oder anbaufrei), für die Klassifizierung von Bedeutung. Nach den planerischen Straßenbaurichtlinien der FGSV (wie den Richtlinien für integrierte Netzgestaltung) setzt sich die Kategorisierung aus der Netzfunktion, also der Zweckbestimmung, und der Kategoriengruppe, einer Einteilung nach Art, Lage und Funktion der Straße, zusammen.

#### Straßenklassen der Provinz Schleswig-Holstein
Der Provinziallandtag Schleswig-Holstein der preußischen Provinz Schleswig-Holstein beschloss bereits ab 1879 Grundsätze zum Ausbau und Unterhaltung des Straßennetzes. Die Beschlüsse des Landtages vom 12. Dezember 1879 und vom 5. März 1891 legten unterschiedliche Breiten, Steigungsverhältnisse und Kurvenradien für folgende Straßenklassen fest:
- Hauptlandstraßen mit einer Fahrbahnbreite von 6,0 bis 7,0 Metern bei Pflasterbahnen und 5,0 bis 6,0 Metern bei Klinkerbahnen,
- Nebenlandstraßen mit einer Fahrbahnbreite von 5,5 bis 6,0 Metern bei Pflasterbahnen und 4,5 bis 5,0 Metern bei Klinkerbahnen,
- Nebenwege 1. Klasse mit einer Fahrbahnbreite von 5,0 bis 5,5 Metern bei Pflasterbahnen und 4,0 Metern bei Klinkerbahnen,
- Nebenwege 2. Klasse mit einer Fahrbahnbreite von 2,5 bis 5,0 Metern bei Pflasterbahnen und 2,5 bis 4,0 Metern bei Klinkerbahnen.
- Provinzialstraßen waren Haupt- und Nebenlandstraßen, die nach ihrem Ausbau in die Unterhaltung der Provinz übergegangen waren.

### Österreich
Die österreichischen Straßenkategorien ähneln den deutschen, wobei die Bezeichnung „Bundesstraßen“ im April 2002 abgeschafft wurde.
| Straßenkategorie       | Zweck              | Straßenname        |
| ---------------------- | ------------------ | ------------------ |
| Autobahn Schnellstraße | Fernstraße         | ,                  |
| Bundesstraße           | Straße mit Vorrang | B1                 |
| Landesstraße           | Provinzialstraße   | L1                 |
| Gemeindestraße         | Provinzialstraße   | ohne Nummernsystem |

Etwa 72 % des Straßennetzes besteht aus Gemeindestraßen.

### Schweiz und Liechtenstein
Eine Klassifizierung erfolgt nach
- Strassenverkehrsgesetz: Autobahn, Autostrasse, Hauptstrasse, Nebenstrasse;
- Baulastträger: siehe Strassensystem in der Schweiz und in Liechtenstein#Strassen nach Baulast oder
- Kategorie (Ausbaustandard): siehe Strassensystem in der Schweiz und in Liechtenstein#Strassen nach Ausbaustandard.

| Straßenkategorie | Straßenname              | Zweck           | Beispiele            |
| ---------------- | ------------------------ | --------------- | -------------------- |
| Nationalstrasse  | Autobahn und Autostrasse | Fernstraße      | Autobahn A1 ()       |
| Staatsstrasse    | Fernstraße               | Kantonsstrasse  | Kantonsstrasse 3 (3) |
| Hauptstrasse     | Fernstraße               | Kantonsstrasse  | Hauptstrasse 1 ()    |
| Nebenstrasse     | Provinzialstraße         | Gemeindestrasse | ohne Nummernsystem   |

### Vereinigte Staaten
In den USA kann das Straßennetz wie folgt unterteilt werden:
| Straßenkategorie      | Zweck            | Beispiele                                               |
| --------------------- | ---------------- | ------------------------------------------------------- |
| Interstate Highway    | Fernstraße       | Interstate 90 ( I-90)                                   |
| United States Highway | Fernstraße       | Montana Highway 200                                     |
| State Route           | Fernstraße       | California State Route 1                                |
| Provincial Road       | Provinzialstraße | „Pennsylvania Route 340“ from Philadelphia to Lancaster |

## Internationale Straßenkategorien

### Europastraßen
Durch die Einführung der Europastraßen im Jahre 1975 wurde eine noch über der Nationalstraße liegende Kategorie geschaffen. Europastraßen sind stets Vorrangstraßen und in der Regel Autobahnen, Schnellstraßen oder ausnahmsweise auch Landesstraßen B, die bereits als Nationalstraßen vorhanden waren und für die eine grenzüberschreitende Straßenverbindung zwischen verschiedenen Nationalstraßen hergestellt wurde.
Europastraßen werden zwei- oder dreistellig nummeriert. Die wichtigsten Routen (Kategorie A) sind zweistellig und haben als Endziffer die „5“ oder „0“, wobei die Straßen, die auf „5“ enden, in Nord-Süd-Richtung verlaufen, und diejenigen, die auf „0“ enden, in Ost-West-Richtung. Sie werden jeweils von West nach Ost bzw. von Nord nach Süd nummeriert. So verläuft beispielsweise die Europastraße 5 () von Schottland bis Südspanien und die Europastraße 85 (() am westlichen Rand des Schwarzen Meeres entlang. Die Europastraße 20 () geht von Flughafen Shannon bei Limerick bis nach Sankt Petersburg. Die Europastraße 40 (), die von Calais bis an die chinesische Grenze in Kasachstan reicht, ist mit 8778 Kilometern Länge die längste Europastraße und auf einigen tausend Kilometern überlappend mit Fernstraßen der Asian Highways ausgeschildert.